# How Will I Know
"How Will I Know" é o terceiro single do primeiro álbum da cantora estadunidense Whitney Houston. Lançada em Fevereiro de 1986, a música, originalmente, era destinada à cantora Janet Jackson, porém esta a recusou. A canção é no estilo Synth-funk com elementos do dance-pop, e fala sobre Houston tentando saber se um garoto que ela gosta vai algum dia gostar dela. Esta foi a música que apresentou Whitney Houston à geração MTV, já que seus primeiros dois singles haviam sido baladas de R&B.

## Antecedentes e Gravação
Inicialmente, os compositores George Merrill e Shannon Rubicam havia escrito a demo da música em 1984 para a cantora Janet Jackson, cotratada pelo executivo da A&M Records, John McClain. No entanto, depois de ouvir a canção, a gravadora de Jackson rejeitou a música, sentindo que era muito fraca. Em uma entrevista com Fred Bronson, Merrill expressou seus desapontamentos depois de saber da decisão de Jackson. "Ficamos muito chateados porque pensamos que era perfeito para ela na época. Nós tínhamos escrito com a Janet Jackson completamente em mente." Durante esse período, Brenda Andrews, editora de Almo-Irving Music, Merrill e Rubicam, tocou a canção para Gerry Griffith, diretor da seção de música R&B na A&M e Arista Records. Griffith, que estava compilando material para o álbum de estréia de Houston na época, sentiu que a música combinava perfeitamente com o som do disco. Ele logo entrou em contato com Andrews e os dois escritores da música e pediu que eles dessem permissão para a canção estar incluída no álbum de estréia de Whitney.
Após ter conseguido a autorização de utilizar a música ser incluída no debut de Whitney Houston, Griffiths chamou o produtor Narada Michael Walden, que estava na produção do álbum "Who's Zoomin' Who?" de Aretha Franklin. Depois de entrar em contato com Walden, Griffith tentou o convecer a produzir imediatamente a canção, descrevendo a importância dela para o álbum de estréia de Houston. Depois de ouvir a demo da música, Walden concordou em ir até São Rafael, Califórnia, para providenciar o pedido de Griffith. Ele não ficou muito impressionado com a demo e pediu permissão para mudar alguns versos da canção e progressão dos acordes. Ficando ofendidos com o pedido, Merrill e Rubicam negaram-lhe o direito à música. Depois de muitas conversas com Griffith, eles se comprometeram e permitiram que Walden desconstruísse a música e mudasse a nota e tempo. Depois de tudo estar completo, Houston entrou no estúdio para gravar seus vocais em dezembro de 1984. Cissy Houston, A mãe de Whitney, juntou-se à filha para participar do backing vocal da canção. O saxofone tenor é tocado por Premik Russell Tubbs.

## Composição
"How Will I Know" é uma canção de synth-funk e dance-pop carregando o típico beat das músicas dance dos anos 80. De acordo com Kyle Anderson da MTV, a música combina com Houston e consegue um "incrível groove". A canção é conduzida na clave de Sol bemol maior. O ritmo no single é introduzido por um andamento de tempo comum e se move rapidamente para 120 batidas por minuto. Possui a sequência G♭-B♭m7-G♭/C♭-D♭-E♭m-D♭ como sua progressão de acordes. Os vocais de Houston, abrangem a nota de D♭4 até G5. Liricamente, a música é centrada na história de uma mulher tentando discernir se um homem que ela gosta vai gostar dela na mesma intensidade. A protagonista hesita em se expressar sobre os seus sentimentos abertamente, porque os seus amigos dizem que "o amor pode ser unilateral" e ela é tão tímida que não consegue confessar o amor que sente por ele. Mais tarde, a protagonista reflete que pode ser um sonho, mas percebe que "não há erros" e que o que ela sente é realmente amor verdadeiro.

## Recepção
"How I Will Know" recebeu análises positivas da crítica especializada sendo classificada por alguns críticos, como uma das melhores do álbum. Don Shewey escritor da Rolling Stone comentou: "Embora seja uma reminiscência terrível da canção "He's So She" das The Pointer Sisters', '"How I Will Know''' ainda é irresistivelmente dançante". Comentando sobre o álbum, Stephen Thomas Erlewine da AllMusic escreveu: "o que realmente impressiona mais de 20 anos são as faixas mais leves, particularmente o inovador single 'How Will I Know'". Ao revisar a versão Deluxe Anniversary Edition do álbum, Mikael Wood do Entertainment Weekly fez um  comentário sobre a versão acappella da música: "a versão acappella de 'How I Will  Know' [mostra o quão preciso] era a música dance antes do advento do Auto-Tune". Enquanto avaliava a The Ultimate Collection,   Nick Levine da Digital Spy acrescentou: "Os preenchimentos do dance de Houston envelheceram um pouco mais graciosamente, embora seu som desajeitado e estridente de bateria sejam tão inconfundivelmente oitentista quanto o figurino de Joan Collins' em Dynasty".  A música foi eleita em décimo segundo lugar na "Lista das melhores músicas dos anos 80" da VH1.

## Videoclipe
O videoclipe para divulgar "How Will I Know", foi dirigido pelo britânico Brian Grant com coreografia de Arlene Phillips, teve a sua produção antes mesmo do lançamento do single e do álbum. Ao contrário dos videoclipes anteriores da carreira de Whitney, este foi filmado em um cenário multicolorido de cores fortes e vibrantes. Quando Whitney canta "I'm asking you 'cause you know about these things", há uma breve aparição da cantora Aretha Franklin, madrinha e uma das maiores inspirações para Houston.

#### Recepção
Em 2011, Kyle Anderson da MTV elogiou o videoclipe. O videoclipe foi o primeiro da Whitney a ganhar repetições na MTV. Além disso, o videoclipe foi indicado para dois prêmios no MTV Video Music Awards de 1986, nas categorias de "Best New Artist" e "Best Female Video", ganhando o último.

## Desempenho nas Tabelas Musicais
| Tabelas musical (1985–1991)                       | Posição de Pico |
| ------------------------------------------------- | --------------- |
| Austrália (Kent Music Report)                     | 2               |
| Áustria (Ö3 Austria Top 75)                       | 28              |
| Bélgica (Ultratop 50 de Flandres)                 | 28              |
| Canadá Retail Singles (The Record)                | 1               |
| Canadá (RPM Top Singles)                          | 1               |
| Finlândia (Suomen virallinen lista)               | 5               |
| Alemanha (Offizielle Deutsche Charts)             | 26              |
| Islândia (RÚV)                                    | 1               |
| Irlanda (IRMA)                                    | 3               |
| Países Baixos (Dutch Top 40)                      | 15              |
| Países Baixos (Single Top 100)                    | 12              |
| Nova Zelândia (Recorded Music NZ)                 | 19              |
| Noruega (VG-lista)                                | 2               |
| Suécia (Sverigetopplistan)                        | 2               |
| Suíça (Schweizer Hitparade)                       | 11              |
| Reino Unido (UK Singles Chart)                    | 5               |
| Estados Unidos (Billboard Hot 100)                | 1               |
| Estados Unidos (Billboard R&B/Hip-Hop Songs)      | 1               |
| Estados Unidos (Billboard Adult Contemporary)     | 1               |
| Estados Unidos (Billboard Dance Club Songs) Remix | 3               |

| Tabela musical (2012–2016)                    | Posição de pico |
| --------------------------------------------- | --------------- |
| Austrália (ARIA)                              | 67              |
| Canadá Digital Song Sales (Billboard)         | 68              |
| França (SNEP)                                 | 111             |
| Países Baixos (Dutch Top 40)                  | 100             |
| Polónia (Polish Airplay Top 100)              | 58              |
| Reino Unido (UK Singles Chart)                | 56              |
| US Billboard Hot 100                          | 49              |
| Estados Unidos (Billboard Digital Song Sales) | 36              |

| Tabela musical (1986)                         | Posição |
| --------------------------------------------- | ------- |
| Austrália (Kent Music Report)                 | 22      |
| Canadá Top Singles (RPM)                      | 17      |
| Finlândia (Suomen virallinen lista)           | 40      |
| UK Singles (OCC)                              | 59      |
| US Top Pop Singles (Billboard)                | 6       |
| US Top Adult Contemporary Singles (Billboard) | 19      |
| US Top Black Singles (Billboard)              | 29      |
| US Top Dance Club Play Singles (Billboard)    | 46      |

| Tabela musical (1958–2018) | Posição |
| -------------------------- | ------- |
| US Billboard Hot 100       | 520     |

## Certificações
Ganhou certificado de disco de ouro na Dinamarca e platina no Canadá. O seu maior sucesso de vendas foi no Estados Unidos onde foi comercializado dois milhões de cópias vendidas, conseguido um duplo certificado de platina. No Reino Unido o single ganhou o certificado de prata em vendas físicas e de platina em vendas digitais.

## Versão de Sam Smith
O cantor britânico Sam Smith lançou um cover de "How Will I Know" em junho de 2014, a versão de Smith tem um ritmo mais lento que a de Whitney Houston e um trecho desse cover foi utilizado no episódio "We Gotta Get Out of This Place" da décima temporada de Grey's Anatomy. Mais tarde, no ano de 2015, a canção foi incluída no álbum In the Lonely Hour (Drowning Shadows Edition), um relançamento do seu álbum de estréia. Foi certificado em disco de ouro em 2022 pelo RIAA.

## Versão de David Guetta, MistaJam e John Newman
Em 2021, David Guetta se junta com MisterJam e o cantor John Newman para lançarem uma canção dance que faz o uso de interpolação de "How I Will Know". A música se chama: "If You Really Love Me (How Will I Know)" e teve o seu lançamento oficial em 2 de julho de 2021.

### Desempenho nas tabelas musicais

#### Tabela semanal
| Tabela (2021–2022)                                | Pico |
| ------------------------------------------------- | ---- |
| República Checa (Rádio Top 100)                   | 20   |
| Hungria (Dance Top 40)                            | 13   |
| Hungria (Single Top 40)                           | 26   |
| Irlanda (IRMA)                                    | 30   |
| Eslováquia (Rádio Top 100)                        | 33   |
| Reino Unido (UK Singles Chart)                    | 27   |
| Reino Unido (UK Dance Chart)                      | 8    |
| Estados Unidos (Billboard Dance/Electronic Songs) | 19   |

#### Tabela de Fim de ano
| Tabela (2021)                                         | Posição |
| ----------------------------------------------------- | ------- |
| Hungria (Dance Top 40)                                | 89      |
| Estados Unidos Hot Dance/Electronic Songs (Billboard) | 86      |

### Certificações
O single recebeu o certificado disco de ouro nos Estados Unidos (400.000 cópias vendidas).

## Versão de Whitney × Clean Bandit
Um remix de "How I Will Know" feito pela banda de música eletrônica Clean Bandit, foi lançado em 24 de setembro de 2021.

### Desempenho nas tabelas musicais

#### Tabela musical
| Tabela (2021–2022)                                | Pico |
| ------------------------------------------------- | ---- |
| Canadá (Billboard AC)                             | 12   |
| Canadá (Billboard Hot AC)                         | 48   |
| Japão Hot Overseas (Billboard)                    | 20   |
| Países Baixos (Dutch Top 40 Tipparade)            | 26   |
| África do Sul Radio (RISA)                        | 55   |
| Reino Unido (UK Singles Chart)                    | 92   |
| Estados Unidos (Billboard Dance/Electronic Songs) | 23   |

### Certificações
Ganhou o certificado de prata no Reino Unido e de ouro no Canadá.